# Leporacanthicus
Leporacanthicus (лат.) — род лучепёрых рыб из семейства кольчужных сомов, обитающий в Южной Америке. Научное название происходит от слов лат. lepus — «кролик», и греч. ἄκανθα — «шип».

## Описание
Общая длина представителей этого рода колеблется от 9,8 до 24,7 см. Наблюдается половой диморфизм: самцы несколько крупнее самок. Голова довольно широкая и удлиненная в области морды. У самцов по бокам головы присутствуют мелкие шипики. Рот имеют вид присоски (с сосочками на верхней губе) с 2 рядами зубов. На верхней челюсти присутствуют 2 длинных зуба. Глаза большие. Туловище крепкое, вытянутое, покрыто рядами костных пластинок, кроме брюха. Брюхо самок более округлое. Спинной плавник умеренно большой, часто прижат к телу. Грудные плавники широкие. У самцов на первом луче этих плавников есть длинные одонтоды (кожаные шипы). Жировой плавник маленький. Анальный плавник длинный, по размеру несколько больше жирового. Хвостовой плавник широкий, прямой, усеченный.
Окраска колеблется от тёмно-серого до угольно-чёрного цвета. Самки тусклее самцов. По телу и плавникам разбросаны пятна (от жёлтого до тёмно-коричневого). У мальков они большие, ярких цветов: жёлтого, оранжевого, розового. С возрастом пятна становятся бледнее и меньше.

## Образ жизни
Это донные рыбы. Держатся группами, где существует чёткая иерархия. Это территориальные рыбы. Активны в сумерках и ночью. Питаются водными беспозвоночными (двустворчатыми моллюсками, улитками, пресноводными губками), насекомыми, их личинками, мелкой рыбой.

## Размножение
Откладывают икру в укрытиях: под камнями, между корягами, в пещерах. Самец следит за икрой до появления мальков. До взрослого возраста эти сомики ведут себя осторожно, находясь в укрытиях.

## Распространение
Распространены в бассейнах рек Ориноко, Амазонка, Токантинс.

## Классификация
На апрель 2018 года род включает 4 вида:
- Leporacanthicus galaxias Isbrücker & Nijssen, 1989
- Leporacanthicus heterodon Isbrücker & Nijssen, 1989
- Leporacanthicus joselimai Isbrücker & Nijssen, 1989
- Leporacanthicus triactis Isbrücker, Nijssen & Nico, 1992